# 埃文斯氏魮
埃文斯氏魮（学名：Barbus evansi）為輻鰭魚綱鯉形目鯉科魮屬的其中一個種。該物種於1930年由Henry Weed Fowler描述及命名，主要分布於非洲安哥拉寬扎河流域，體長可達4.1公分。

## 扩展阅读
維基物種上的相關：埃文斯氏魮